# Багулалы
Багула́лы или багвали́нцы (или же кванади́нцы) (багвал. багулал)— один из коренных дагестанских народов андийской подветви, малочисленный народ Дагестана.  Численность — более 5000 чел. Живут в Западном Дагестане. Верующие — мусульмане-сунниты.
Багулалы (багвалинцы) живут в селах Цумадинского района — Хуштада, Чало (Талитель), Тленхори, Тлондода, Кванада, Гимерсо, в селах Ахвахского района — Тлибишо, Тлиси, а также, частично, в селах Хасавюртовского района — Кокрек и Муцалаул. Также много багвалинцев-переселенцев живут и в других селах Хасавюртовского, Кизлярского, Бабаюртовского и Кизилюртовского районов.

## Численность и расселение

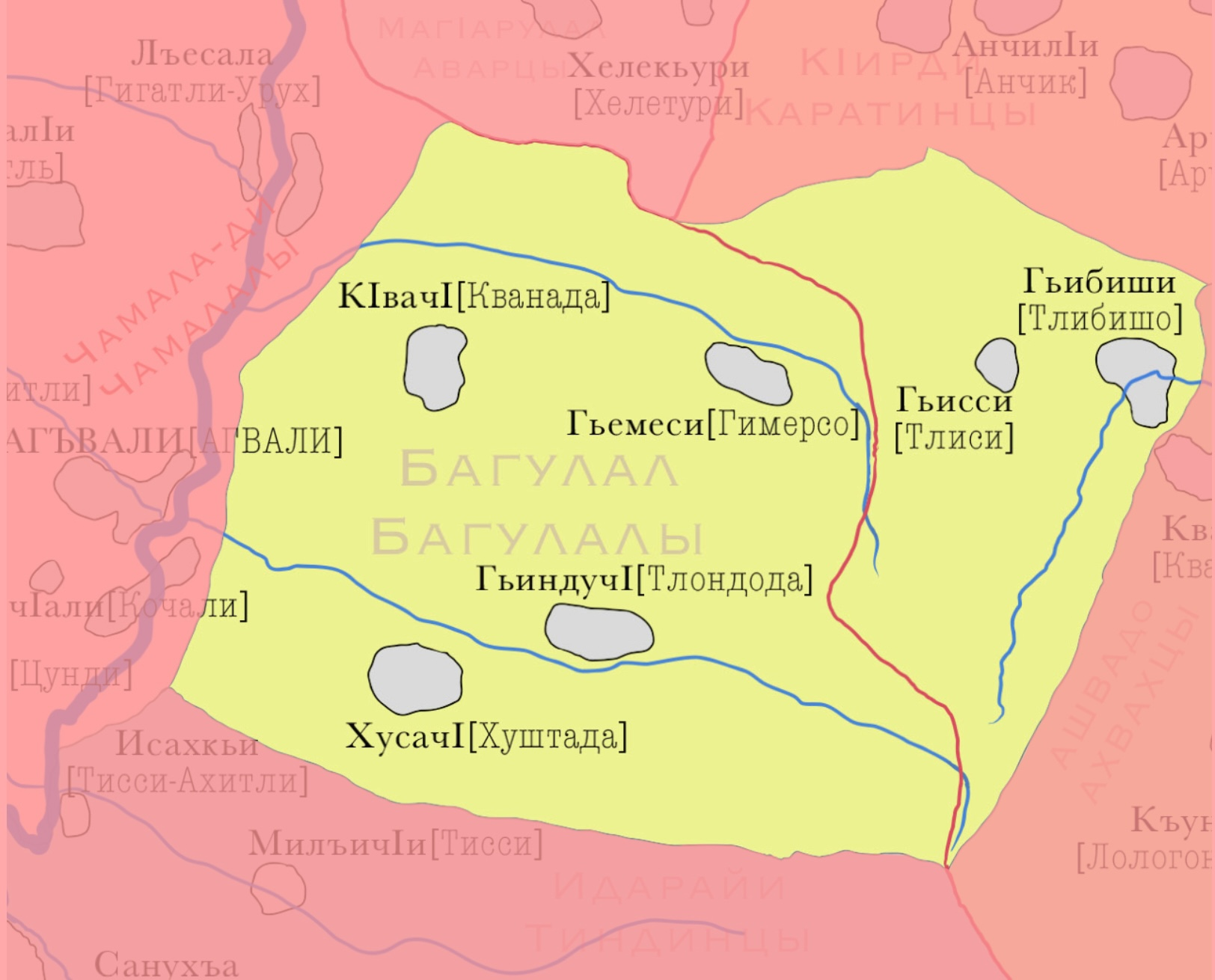
Багулалские села в горной зоне. Названия приведены на багвалинском языке.

Багулалы расселены по северному склону Богосского хребта на правом берегу Андийское Койсу. Они компактно проживают в соседствующих селениях Хуштада, Тлондода, Кванада, Гимерсо (Цумадинский р-н), Тлибишо, Тлиси (Ахвахский р-н). В наши дни багулалы-переселенцы живут компактно и в селах Чало и Казиюрт (Цумадинский и Бабаюртовский районы). Дисперсно багулалы проживают в переселенческих селениях Кизлярского, Хасавюртовского, Кизилюртовского районов. До революции административно багулалы входили в Каратинское наибство Андийского округа.
По переписи 1926 года в СССР проживало 3054 багулала. В последующих переписях населения СССР багулалы не выделялись как этническая группа, а включались в состав аварцев. По данным академических исследований в 1958 году их насчитывалось 4 500, а в 1967 году — 4 тыс. человек.  По переписи 2002 года в России проживало 40 багулалов, которые были включены как этническая группа в составе аварцев. Перепись 2010 года зафиксировала в стране всего 5 багулалов, жителей города. 
Багулалские земли имеют умеренно холодный климат и малолесье. Земли близ р.Андийское Койсу имеют более мягкий климат и позволяют разводить сады.  

## История
С конца 1-го тыс. до н. э. племенное объединение Багулал входило в союз Ди-дури (Дидо). С его распадом с XV века багулальцы объединились в союз сельских общин Багулал с центром в с. Хуштада. В XIV веке приняли ислам. С 1921 года в составе Дагестанской АССР (с 1991 — Республика Дагестан).
Багулалы, как и другие народы андийской языковой подгруппы, вошли в состав России в XIX в.

## Название
Сами багулалы называют себя по названию селения: хусари — хуштадинцы, гьиндури — тлондодинцы, гьемери — гимерсинцы, кӏванди — кванадинцы, гьибищирди — тлибищинцы. Общее самоназвание - багулал. 

## Жилище
Поселения в горах кучевые, террасообразные из тесно расположенных домов, иногда с внутренними ходами между ними, по краям селений сторожевые башни, к главной оборонительной башне в центре селения подведены подземные ходы из всех кварталов. 
Раньше было тухумное расселение, позже территориториально-соседское.  Традиционное жилище каменное двух- и трёхэтажное, квадратное, встречаются лоджии и застекленные галереи. Пол земляной, крыша плоская, глинобитная. Современные дома двух- и полутораэтажные, с четырёхскатными и двухскатными крышами, крытыми шифером, деревянными полами.

## Язык
Язык — багвалинский, который имеет хуштадинский, тлондодинский, тлибишинский говоры. Грамматически багвалинский язык похож на чамалинский и тиндинский языки, причём багвалинский и тиндинский одно время считались даже разными диалектами одного языка.
Распространены аварский, русский языки. Письменность на аварском языке на основе русской графики.